# Aulacodes citronalis
Aulacodes citronalis là một loài bướm đêm trong họ Crambidae.